# Schlacht bei Castione
Arbedo · Castione · Giornico · Crevola
Die Schlacht bei Castione war eine militärische Auseinandersetzung zwischen der Ambrosianischen Republik (Herzogtum Mailand 1447–1450) und dem eidgenössischen Ort Uri während der Ennetbirgischen Feldzüge. Sie fand am 6. Juli 1449 im bei Castione im heutigen Kanton Tessin (Schweiz) statt.

## Vorgeschichte
Auslöser der Feindseligkeiten war die Stadt Bellinzona, die im Rahmen der urnerischen Südpolitik in deren Fokus stand, da die Beherrschung dieses Ortes für die Kontrolle der angrenzenden Täler (Tal des Tessins, Misox) sowie des Gotthardpasses von ungeheurer Wichtigkeit war. Uri versuchte mehrfach, sich des Ortes zu bemächtigen. Es gelang ihnen, Bellinzona 1419 von den Freiherren von Sax-Misox zu erwerben, sie mussten jedoch eine Rückeroberung der Mailänder nach der für sie unglücklich verlaufenen Schlacht bei Arbedo 1422 in Kauf nehmen (→Ennetbirgische Feldzüge). Die Beraubung eidgenössischer Händler lieferte Uri einen erneuten Vorwand zur Intervention.
Die Urner fielen 1439 erneut in die Südtäler ein, bedrohten Bellinzona und zwangen das zu dem Zeitpunkt geschwächte Mailand 1441, ihnen das Livinental, das sie erstmals schon 1403 erworben hatten, bis zum Ort Pollegio als Pfand zu überlassen. Sie verbündeten sich mit Heinrich II. von Sax, dem Grafen von Misox und Franchino Rusca, dem Herrn von Locarno. Die unsichere Lage Mailands nach dem Tod von Filippo Maria Visconti 1447 (Gründung der kurzlebigen Ambrosianischen Republik) begünstigte ihre Situation noch und sie besetzten in den ersten Monaten des Jahres 1449 erneut das Livinental sowie die Riviera und drangen bis nach Bellinzona vor.

## Ereignisse und Folgen
Das Heer von Condottiere Giovanni della Noce erhielt von Mailand den Auftrag, das Sottoceneri wieder für das Herzogtum zu unterwerfen. Es besiegte das urnerische Heer bei Castione und im Verlauf der Schlacht, die sich über einen guten Teil des Tages hinzog, wurde der Flecken niedergebrannt. Die Urner waren gezwungen, sich ins Misox zurückzuziehen. Nach Entsetzung von Bellinzona folgte darauf die Rückeroberung der Riviera durch die Mailänder.
1450 folgte ein förmlicher Friede mit Viscontis Nachfolger Francesco Sforza, das Livinental wurde 1466 Uri dauerhaft zugesprochen. Die Niederlage brachte die urnerische Expansionspolitik für einige Jahrzehnte wiederum zum Stehen. Der gesamteidgenössische Feldzug nach Bellinzona 1478 und der Sieg in der Schlacht bei Giornico brachte 1487 schliesslich die Anerkennung der Urner Herrschaft im Livinental durch das Mailänder Domkapitel. Bellinzona blieb zunächst noch im Besitz von Mailand. Nach verschiedenen Besitzerwechseln trat der französische König Ludwig XII. Bellinzona 1503 im Vertrag von Arona endgültig an Uri, Schwyz und Nidwalden ab.

## Sonstiges
Es herrschte längere Zeit Unklarheit über das Ereignis, da der Luzerner Historiker Theodor von Liebenau und die darauf folgende Geschichtsschreibung die Schlacht mit derjenigen von Castiglione Olona in der Umgebung von Varese (Lombardei) verwechselt hatten. Die Schlacht bei Castiglione Olona war von grösserer Bedeutung, da sie Bestandteil der Niederwerfung und Auflösung der Ambrosianischen Republik durch Francesco Sforza war. Dessen Herrschaft und die guten nachbarschaftlichen Beziehungen zu den Eidgenossen brachten zwei Jahrzehnte Sicherheit und Stabilität.